# Переривник-розподільник запалення

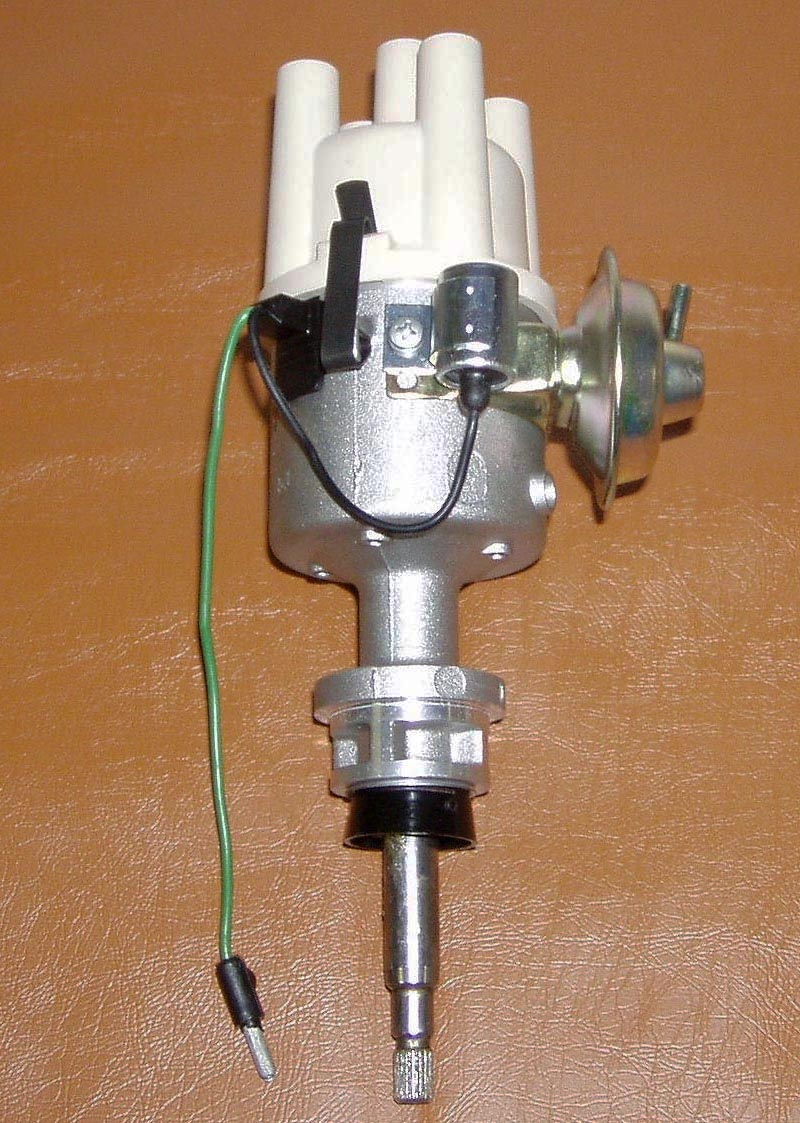
Переривник-розподільник

Переривник-розподільник запалювання (жарг. Трамблер, від фр. trembleur — вібратор, переривач) — прилад системи запалення карбюраторних двигунів внутрішнього згорання, призначений для подачі електричного струму високої напруги до свічок запалювання. Складається з переривника струму низької напруги і розподільника струму високої напруги, які приводяться в дію від розподільного валу двигуна. Переривник в певний момент розмикає первинний ланцюг котушки запалювання, що викликає індукцію струму високої напруги в її вторинній обмотці. Через розподільник (ротор із струмороздавальною пластиною і кришка з електричними контактами) струм високої напруги подається до свічок запалювання відповідних циліндрів. Регулювальні пристрої розподільника автоматично змінюють момент випередження запалювання залежно від режиму роботи двигуна.